# Przyłęków

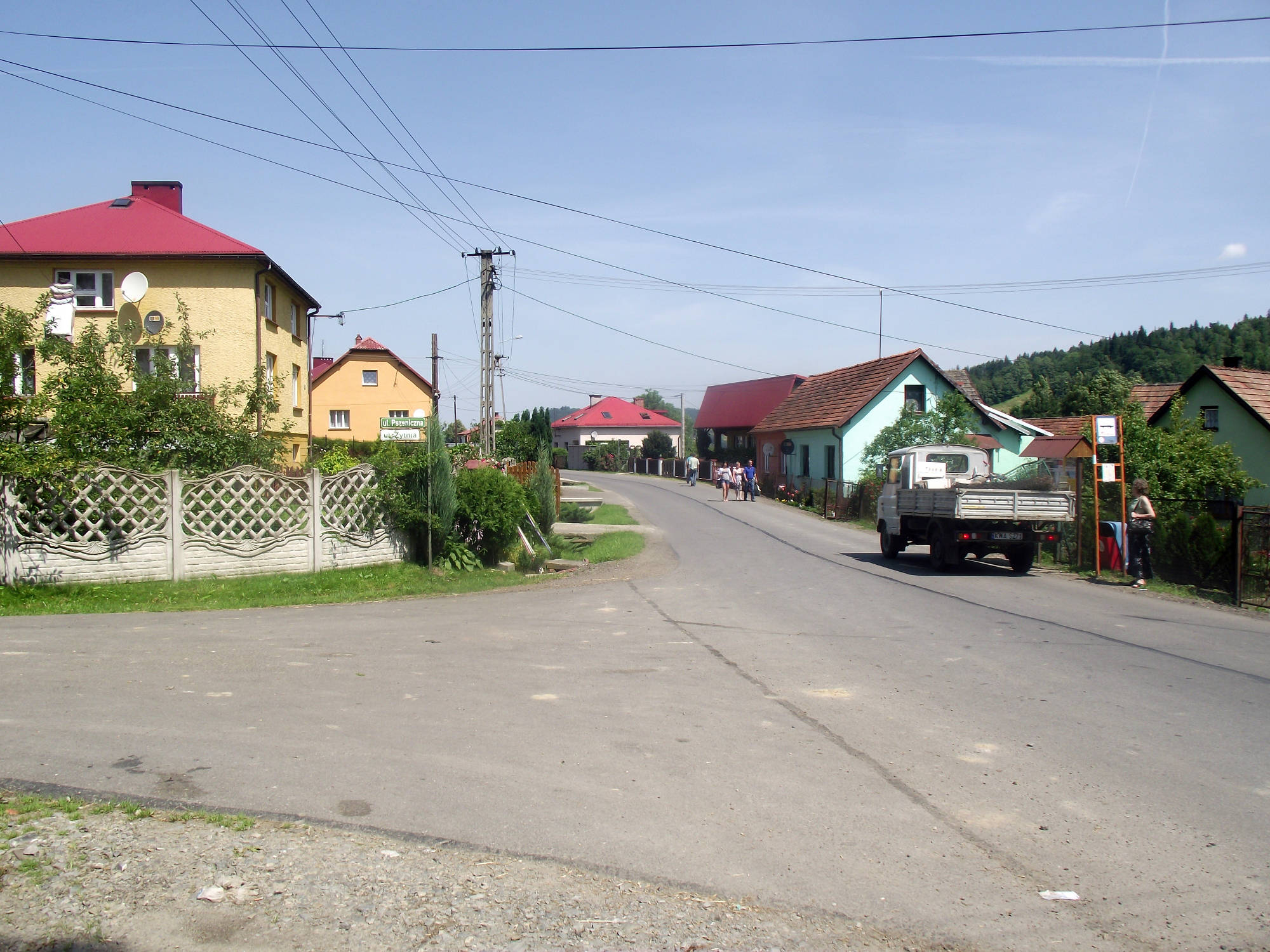
Droga przez Przyłęków

Przyłęków – wieś w Polsce położona w województwie śląskim, w powiecie żywieckim, w gminie Świnna.
W latach 1975–1998 miejscowość wchodziła w skład województwa bielskiego.

## Historia
Żywiecki wójt Andrzej Komoniecki w swym „Dziejopisie Żywieckim” na początku XVIII w. tłumaczył nazwę wsi tym, (...) iż przy łąkach Świnnej wsi ta osada stanęła i zsadzona jest.

## Obiekty
W wiosce znajduje się kościół Matki Bożej Wspomożenia Wiernych należący do diecezji bielsko-żywieckiej. Opiekę nad nim sprawują księża salezjanie. W Przyłękowie znajduje się również szkoła podstawowa imienia Janiny Bühl.

### Ośrodek narciarski
W Przyłękowie działa Ośrodek Sportów Zimowych Piast należący do Nadwiślańskiej Agencji Turystycznej. Wyciąg orczykowy ma długość 800 m, jego przepustowość wynosi ok. 500 os./godz. Stoki są ponadto sztucznie naśnieżane. Są 3 trasy zjazdowe o różnej skali trudności, utrzymywane przez ratrak. Jest też parking bezpłatny. W ośrodku znajduje się kawiarnia oraz bufet. Istnieje możliwość zakwaterowania w pensjonacie „Piast” i w kwaterach prywatnych.